# Trianthema kimberleyi
Trianthema kimberleyi är en isörtsväxtart som beskrevs av V. Bittrich och Jenssen. Trianthema kimberleyi ingår i släktet Trianthema och familjen isörtsväxter. Inga underarter finns listade i Catalogue of Life.